# Mercedes-AMG F1 W09 EQ Power+
O Mercedes-AMG F1 W09 EQ Power+ é o modelo de carro de corrida construído pela equipe Mercedes para a disputa da temporada de Fórmula 1 de 2018, pilotado por Lewis Hamilton e Valtteri Bottas.
O lançamento do carro ocorreu em 22 de fevereiro.
Esse modelo conquistou o título do Mundial de Construtores antecipadamente no Grande Prêmio do Brasil e o título do Mundial de Pilotos também antecipadamente com Lewis Hamilton no Grande Prêmio do México.

## Pré-Temporada
Observe os melhores tempos de toda a pré-temporada. Hamilton aparece apenas com o sétimo tempo, 1min18s400. Já Sebastian Vettel, da Ferrari, registrou o melhor tempo, na quinta-feira, com 1min17s182, pneus hipermacios. A Pirelli disponibiliza todos os tipos de pneus. A escolha fica a critério do piloto e da equipe.
O que isso significa, que a Ferrari está superior a Mercedes? Não. A exemplo dos testes de inverno dos últimos anos, a Mercedes não expôs todo o seu potencial. Deverá fazê-lo no Circuito Albert Park, em Melbourne, dia 24, na sessão de definição do grid e no dia seguinte, ao longo das 58 voltas da corrida.
Hamilton afirmou na quinta-feira que RBR e Ferrari vão lutar com a Mercedes pelas vitórias este ano. Mas está mais confiante de começar vencendo desde o início do campeonato, o que não foi o caso em 2017. E com razão, o carro da Ferrari era mais eficiente. Os tempos registrados nas simulações de corrida, agora, sugerem que apesar da proximidade de Ferrari e RBR, como os pilotos dos três times afirmam, o modelo W09 da Mercedes apresentou pequena melhor performance no geral. Pode estar relacionada às características do traçado catalão, com uma reta de 1.070 metros, mas com curvas exigentes de elevada geração de pressão aerodinâmica.
A Mercedes pode colocar maior pressão nos seus aerofólios que a unidade motriz, a mais eficiente da F1, compensa o arrasto, a resistência ao movimento, penalizando pouco a velocidade no fim da reta. Mas pode também tratar-se de uma vantagem técnica da Mercedes não totalmente clara na pré-temporada. O GP da Austrália e os demais da primeira fase do calendário, Bahrein, 8 de abril, China, 15, e Azerbaijão, 29, responderão a questão.
O W09 revisto por James Allison, o pai do carro da Ferrari de 2017, base do modelo italiano de 2018, é o principal responsável pelo monoposto de Hamilton e Bottas este ano. O piloto inglês já adiantou que as dificuldades em aquecer os pneus do carro do ano passado parecem não mais existir no W09. Era o seu calcanhar de Aquiles.
Hamilton e Bottas dispuseram na pré-temporada de um monoposto veloz, equilibrado e, principalmente, confiável. A Mercedes chega, como desde a introdução da tecnologia híbrida na F1, em 2014, muito bem preparada para os primeiros GPs. Será uma grande surpresa se Hamilton e Bottas não lutarem pela pole position e vitória e com boas chances de conquistá-las.
Importante: esta edição do mundial de F1 tem uma característica única. Nunca houve um exame de resistência sequer parecido como o das unidades motrizes. Cada piloto terá somente três unidades motrizes para as 21 etapas do calendário, ou seja, cada uma deverá suportar 7 GPs, algo quase impensável.
A Mercedes, por dispor da unidade motriz mais eficiente em todos os parâmetros até agora, potência, consumo e resistência, pode vir a ter uma segunda metade de campeonato bastante favorável. Se os adversários necessitarem recorrer a mais de três unidades motrizes, algo esperado pelo histórico de Ferrari, Renault e Honda, seus pilotos serão punidos com a perda de posições no grid, facilitando a vida dos pilotos da Mercedes na luta pelo título.

## Raio X
Após sofrer para bater a Ferrari em 2017, veio forte na pré-temporada e o modelo W09 mostrou velocidade e consistência mesmo quando não usava os pneus mais macios. Se mantiver a confiabilidade de sempre, será favorita ao pentacampeonato.